# Quota 1222
Quota 1222 (in originale 1222) è un romanzo giallo della scrittrice norvegese Anne Holt, pubblicato nel 2008. È l'ottavo libro dedicato alla serie di Hanne Wilhelmsen.
Il romanzo è stato tradotto in finlandese, svedese, olandese, inglese, tedesco, ungherese, spagnolo, giapponese, cinese, danese e in italiano.

## Trama
È il febbraio 2007 e Hanne va in treno da Osloo a Bergen per consultare uno specialista. Dal dicembre 2002 è confinata su una sedia a rotelle a causa di un proiettile che le ha tranciato il midollo spinale. Hanne viaggia da sola mentre la sua compagna Nefis è rimasta a casa con la loro bambina Ida, di quattro anni. Una bufera fa deragliare il treno e i passeggeri sono portati in salvo nell'hotel Finse 1222; solo il macchinista ha perso la vita nell'incidente. Riparati in albergo e in case vicine, tutti sono preoccupati perché la bufera è in continuo aumento e i soccorsi non arriveranno tanto presto.
Un folto gruppo di viaggiatori è diretto a un convegno per la tutela dei beeni ecclesiastici e tra di loro ci sono due sacerdoti: Cato Hammer e Roar Hanson. Durante la prima notte, Cato è ucciso con un colpo di pistola, mentre si trova fuori dall'albergo, e il mattino seguente, per non seminare il panico, Berit, la responsabile dell'albergo comunica che l'uomo ha avuto una emorragia ceerebrale. Subito dopo, un altro signore (Elias Grav) è stroncato da un infarto cardiaco. La notte seguente poi, anche Roar Hanson è ucciso con un'arma non identificata subito, che in seguito si rivelerà essere un enorme ghiacciolo.
Hanne si sforza di risolvere il caso, pur non avendo autorità ufficiale e mezzi scientifici di indagine. Dalla sua carrozzina ha visto molte cose, ignorate dalle altre persone; solo però l'incontro con un ex collega le fornisce un'informazione sulla persona che aveva interesse a sopprimere Cato Hammer. L'uomo si era reso colpevole di una serie di appropriazioni indebite sui beni della Chiesa, ma a pagare era stata una donna innocente, autoaccusatasi degli ammanchi. Da poco morta in manicomio, la donna ha lasciato una lettera per la figlia, la diciannovenne Veronica, che ha voluto vendicare l'ingiusto sacrificio della madre. Hanne, con il consenso dell'ispettore capo di Polizia Per Langerud, sopraggiunto quando l'uragano si è placato, pone alcune domande ai presenti, scagionando quelli più sospetti; Veronica confessa spontaneamente e si scopre che l'assassinio di Roar, il quale aveva compreso l'identità dell'uccisore di Cato, è avvenuto  nell'incredibile modo descritto, perché Veronica era munita di una pistola rubata che aveva un solo proiettile.

## Edizioni in italiano
- Anne Holt, Quota 1222, traduzione di Margherita Podestà Heir, Torino: Einaudi, 2015
- Anne Holt, Quota 1222, Roma: La Biblioteca di Repubblica-L'Espresso, 2017